# Romance sans lendemain
Pour plus de détails, voir Fiche technique et Distribution.
Romance sans lendemain (About Mrs. Leslie) est un film américain en noir et blanc réalisé par Daniel Mann, sorti en 1954.

## Synopsis
À Beverly Hills, une logeuse d'âge mûr, Vivien Leslie, se souvient par des flashbacks, de son passé, de sa transition de chanteuse de boîte de nuit de New York à propriétaire d'une boutique de vêtements. Elle se remémore George Leslie, le mystérieux et solitaire industriel avec qui elle a entretenu une relation quasi platonique pendant de nombreuses années.
Elle avait rencontré George alors qu'elle chantait dans une boîte de nuit. Il l'avait « embauchée » comme dame de compagnie pour un voyage d'agrément en Californie. Depuis, Vivien et lui se retrouvaient chaque année pour un séjour paisible et isolé d'un mois au bord de l'océan. En dehors de ces vacances, ils ne se voyaient jamais. Bien que chacun appréciait la compagnie de l'autre, George ne racontait jamais rien de sa vie, et Vivien respectait son silence. 
La guerre avait éclaté. Un soir, Vivien alla voir les actualités au cinéma. Un reportage présentait George Leslie comme un industriel dans l'aviation qui aidait le gouvernement ; il était montré entouré de sa femme et de ses deux grands fils. S'étant sentie, malgré elle, trahie, Vivien avait tout d'abord refusé de répondre aux appels de George. Celui-ci finit par venir la voir dans sa boutique, lui révéla qu'il avait contracté un mariage d'intérêt, sans amour, qu'il avait été malheureux depuis, et que la compagnie de Vivien était la seule chose qui le réconfortait. Vivien et George avaient renoué et avaient fait un nouveau séjour au bord de la mer, dans leur maison habituelle. 
Lors de la célébration de l’annonce de la fin de la guerre, Vivien s'était jointe à la liesse populaire dans les rues. Soudain, sur un panneau où défilait les messages de l'actualité, elle lut le communiqué selon lequel George était mort dune crise cardiaque. Peu de temps après, elle avait été convoquée par le notaire de George, qui lui avait remis une somme d'argent pour acheter une maison, la maison dont elle était actuellement la logeuse.
Entre les flashbacks, Vivien s'occupent de ses hôtes : un jeune couple rêvant de succès à la télévision, une adolescente idiote et mal élevée, et un vieux couple dont la fille est à l'hôpital, gravement malade.

## Fiche technique
- Titre original : About Mrs. Leslie
- Titre français : Romance sans lendemain
- Réalisation : Daniel Mann
- Scénario : Ketti Frings (en) et Hal Kanter, d'après le roman About Mrs. Lesliede Viña Delmar (1950)
- Costumes : Edith Head
- Photographie : Ernest Laszlo
- Montage : Warren Low
- Musique : Victor Young
- Producteur : Hal B. Wallis
- Société de production : Hal Wallis Productions
- Société de distribution : Paramount Pictures
- Pays de production :  États-Unis
- Langue originale : anglais américain
- Format : noir et blanc — 35 mm — 1,85:1 — son : mono (Western Electric Recording)
- Genre : drame romantique
- Durée : 104 minutes
- Dates de sortie :
  - États-Unis : 3 août 1954
  - France : 29 juillet 1955

## Distribution
- Shirley Booth : Mrs. Vivien Leslie
- Robert Ryan : George Leslie Hendersall
- Marjie Millar (en) : Nadine Roland
- Alex Nicol : Lan McKay
- Sammy White : Harry Willey
- James Bell : Herbert Poole
- Eilene Janssen (en) : Pixie Croffman
- Philip Ober : Mort Finley
- Harry Morgan : Fred Blue
- Gale Page : Marion King
- Virginia Brissac : Mme Poole
- Ian Wolfe : Mr Pope
- Ellen Corby : Mme Croffman
- Ray Teal : Barney
- Ike Jones (en) : Jim
- Maidie Norman : Camilla
- Kasey Rogers : Felice
- Amanda Blake : Gilly
- Percy Helton : Mr Hackley
- Ric Roman (en) : Rick
- Joan Shawlee : Jill
- Ann McCrea (en) : Precious
- Mabel Albertson : Mme Sims
- Edith Evanson : Mme Fine
- Jack Larson : Buddy Boyd
- Nana Bryant : Mme McKay
- Pierre Watkin : Lewis
- Benny Rubin (en) : le directeur